# Карсібур (острів)
Карсі́бур (пол. Karsibór), (до 1945 року нім. Kaseburg) — острів у північній частині Щецинської затоки Балтійського моря, у Західнопоморському воєводстві у Польщі. На острові знаходиться частина міста Свіноуйсьце.
Площа острова Карсібур становить 14 км². Розташований на південь від острова Волін, від якого його відділяє старе річище (стариця) річки Свіна. Потрапити на острів можна автомобільним П'ястівським мостом.
Острів Карсібур був створений штучно у 1880 році шляхом відокремлення частини острова Узедом судноплавним каналом глибиною 10 метрів. Будівництво каналу дозволило важким кораблям пропливати з Поморської бухти Балтійського моря у Щецинську затоку та до порту міста Щецин швидше та безпечніше, ніж природним річищем річки Свіни. З переходом острова після 1945 року до Польщі, канал здобув назву П'ястівський канал на честь королівської династії П'яст.